# 艾克热木
艾克热木（1981年8月6日—），乌兹别克族，新疆电视台社科频道的摄像记者，中国足球运动员，司职前鋒。他曾在2009年中国足球乙级联赛中以8个进球成为联赛的最佳射手。

## 俱乐部生涯
艾克热木青少年没有接受专业的足球训练。1999年，新疆全运队和艾克热木所在的喀什师范大学进行热身赛，艾克热木的表现受到新疆全运队主教练杨全斌的注意并被召入全运队，但他最终并没有成为职业球员。2003年，艾克热木大学毕业后到新疆电视台工作。
2006年和2007年，新疆体彩队主教练罗登仁从电视台将艾克热木征召到新疆队参加中乙联赛。艾克热木表现出色，成为新疆体彩队的主力前锋。2006年艾克热木当选为新疆足球先生，2007赛季他以10个进球成为中乙联赛北区最佳射手。2007赛季结束后由于跟新疆足协产生分歧，艾克热木在2008年来到中乙联赛新军广东天地壹号，但却由于注册问题而无缘新赛季比赛。
2009赛季，艾克热木加盟中乙球队湖南湘涛，并在联赛中打进8个进球，成为联赛最佳射手，并帮助湖南湘涛队获得联赛冠军，升级到甲级联赛。
2010年，艾克热木返回新疆电视台工作。而在2011年，艾克热木复出，重返湖南湘涛，并代表湖南湘涛参加2011赛季中甲联赛。

## 荣誉
- 湖南湘涛
  - 中国足球乙级联赛冠军：2009
- 个人
  - 中国足球乙级联赛最佳射手：2009
  - 新疆足球先生：2006